# Blagoi Blagoev

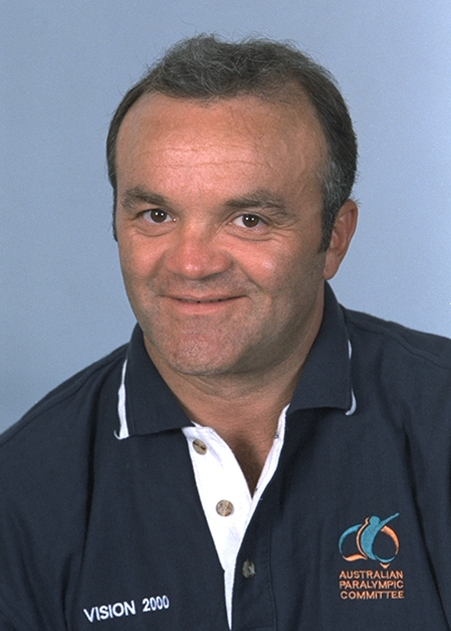
Blagoi Blagoev (2000)

Blagoi Blagoev  (em búlgaro:  Благой Благоев; 4 de dezembro de 1956) é um búlgaro, campeão mundial em halterofilismo.
Blagoev inicialmente ficara com a prata nos Jogos Olímpicos de 1976, com 362,5 kg no total combinado (162,5 no arranque e 200 no arremesso), na categoria até 82,5 kg, mas foi desclassificado por dopagem bioquímica.
Em 1980, nos Jogos Olímpicos de Moscou, ele ficou em segundo lugar, na categoria até 82,5 kg.
Depois foi campeão mundial e europeu em 1981, 1982 e 1983, na categoria até 90 kg. Em 1984, no Campeonato Europeu, ficou em segundo lugar, superado pelo soviético Viktor Solodov, e a Bulgária seguiu ao boicote soviético aos Jogos de Los Angeles.

## Principais resultados
| Ano  | Competição                            | Lugar           | Total     | Posição | Arranque | Posição | Arremesso | Posição | Classe de peso |
| ---- | ------------------------------------- | --------------- | --------- | ------- | -------- | ------- | --------- | ------- | -------------- |
| 1975 | Campeonato Mundial Júnior             | Marseille       | 327,5 kg  | 2.      | 147,5 kg | 1.      | 180 kg    | 3.      | –82,5 kg       |
| 1976 | Campeonato Europeu                    | Berlim Oriental | 365 kg    | 2.      | 165 kg   |         | 200 kg    |         | –82,5 kg       |
| 1976 | Jogos Olímpicos e Campeonato Mundial* | Montreal        | 362,5 kg  | DSQ     | 162,5 kg |         | 200 kg    |         | –82,5 kg       |
| 1977 | Campeonato Mundial                    | Stuttgart       | Sem marca |         | 155 kg   | 2.      |           |         | –82,5 kg       |
| 1979 | Campeonato Europeu                    | Varna           | 380 kg    | 1.      | 172,5 kg |         | 207,5 kg  |         | –82,5 kg       |
| 1979 | Campeonato Mundial                    | Tessalônica     | 362,5 kg  | 2.      | 170 kg   | 2.      | 192,5 kg  | 5.      | –82,5 kg       |
| 1980 | Jogos Olímpicos e Campeonato Mundial* | Moscou          | 372,5 kg  | 2.      | 175 kg   | 2.      | 197,5 kg  | 5.      | –82,5 kg       |
| 1981 | Campeonato Mundial e Europeu          | Lille           | 405 kg    | 1.      | 185 kg   | 1.      | 220 kg    | 1.      | –90 kg         |
| 1982 | Campeonato Mundial e Europeu          | Ljubljana       | 415 kg    | 1.      | 192,5 kg | 1.      | 222,5 kg  | 1.      | –90 kg         |
| 1983 | Campeonato Mundial e Europeu          | Moscou          | 417,5 kg  | 1.      | 190 kg   | 1.      | 227,5 kg  | 1.      | –90 kg         |
| 1984 | Campeonato Europeu                    | Vitoria-Gasteiz | 417,5 kg  | 2.      | 192,5    | 1.      | 225       | 2.      | –90 kg         |

* Nos Jogos Olímpicos as medalhas são dadas somente para o total combinado. Entretanto, as edições de 1976 e de 1980 contaram como Campeonato Mundial de Halterofilismo também.
Os campeonatos mundiais e europeus de 1981, 1982 e 1983 foram organizados conjuntamente.

## Quadro de recordes
Blagoev definiu 19 recordes mundiais ao longo de sua carreira, especialmente no arranque (13 ao todo), ainda um no arremesso e cinco no total combinado. Seu último recorde no arranque — 195,5 kg —, na categoria até 90 kg, embora não seja mais reconhecido como recorde mundial pela Federação Internacional de Halterofilismo, devido à reestruturação das classes de peso em 1993, não foi superado em competição oficial e perdura por mais de três décadas.
Quadro de recordes
| Data       | Disciplina | Marca    | Classe de peso | Lugar         |
| ---------- | ---------- | -------- | -------------- | ------------- |
| 25.05.1976 | Arranque   | 170 kg   | –82,5 kg       | Sofia         |
| 25.05.1976 | Total      | 370 kg   | –82,5 kg       | Sofia         |
| 24.05.1979 | Arranque   | 172,5 kg | –82,5 kg       | Varna         |
| 24.05.1979 | Total      | 380 kg   | –82,5 kg       | Varna         |
| 10.07.1979 | Arranque   | 173 kg   | –82,5 kg       | Sofia         |
| 10.07.1979 | Arranque   | 175 kg   | –82,5 kg       | Sofia         |
| 10.07.1979 | Total      | 385 kg   | –82,5 kg       | Sofia         |
| 16.12.1979 | Arranque   | 176 kg   | –82,5 kg       | Sofia         |
| 18.09.1981 | Arranque   | 185 kg   | –90 kg         | Lille         |
| 14.11.1981 | Arranque   | 185,5 kg | –90 kg         | Viena         |
| 03.04.1982 | Arranque   | 186,5 kg | –90 kg         | Atlantic City |
| 08.04.1982 | Arranque   | 187,5 kg | –90 kg         | Varna         |
| 24.09.1982 | Arranque   | 192,5 kg | –90 kg         | Ljubljana     |
| 13.11.1982 | Arranque   | 193 kg   | –90 kg         | Halmstad      |
| 13.11.1982 | Arranque   | 195 kg   | –90 kg         | Halmstad      |
| 13.11.1982 | Total      | 417,5 kg | –90 kg         | Halmstad      |
| 01.05.1983 | Arranque   | 195,5 kg | –90 kg         | Varna         |
| 01.05.1983 | Total      | 420 kg   | –90 kg         | Varna         |
| 01.05.1983 | Arremesso  | 228,5 kg | –90 kg         | Varna         |